# Kis-Kinyel
A Kis-Kinyel (oroszul: Малый Кинель) folyó Oroszország európai részén, az Orenburgi- és a Szamarai területen
a Nagy-Kinyel bal oldali mellékfolyója.

## Földrajz
Hossza: 201 km, vízgyűjtő területe: 2690  km², évi közepes vízhozama (a torkolattól 24 km-re): 5,43 m³/sec.
Az Obscsij Szirt-hátságon ered, nyugati irányba folyik és kelet felől ömlik a Nagy-Kinyelbe, 132 km-re annak torkolatától. 
Főként hóolvadék táplálja. Novembertől áprilisig befagy, hidegebb teleken akár fenékig.